# Wania Geszewa
Wania Atanasowa Geszewa, po mężu Cwetkowa (Ваня Атанасова Гешева po mężu Цветкова; ur. 6 czerwca 1960 w Brestowicy) – bułgarska kajakarka. Wielokrotna medalistka olimpijska.
Brała udział w dwóch igrzyskach (IO 80, IO 88), na obu zdobywając medale. W 1980 sięgnęła po brąz w jedynkach. Osiem lat później zwyciężyła w tej konkurencji, a także wywalczyła srebro w dwójkach i brąz w czwórkach. Wielokrotnie stawała na podium mistrzostw świata, zdobywając złoto (K-1 500 m: 1986), dwa razy srebro (K-1 500 m: 1983, K-4 500 m: 1978) i również dwa razy brąz (K-2 500 m: 1977, 1986)